# Varde Nord Station
Varde Nord Trinbræt er et trinbræt i den nordlige del af byen Varde i Vestjylland. Varde Gymnasium og HF ligger 500 m fra trinbrættet.